# قانون جول

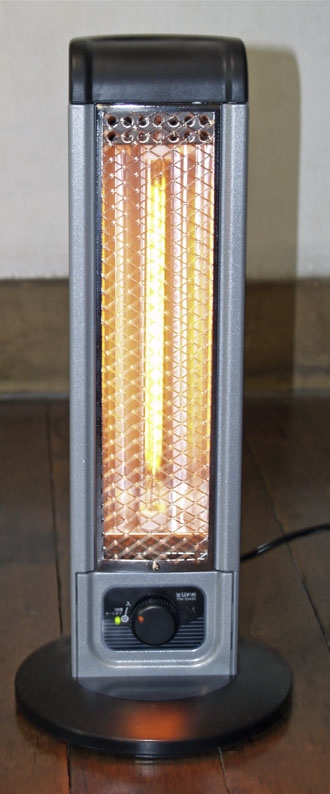

قانون جول قانون للعالم جيمس جول يقول أن الحرارة{\displaystyle Q} الناتجة من مقاومة بسبب مرور تيار كهربائي فيها تكون متناسبة تناسبا طرديا مع القدرة الكهربائية {\displaystyle P} والمدة الزمنية {\displaystyle \Delta t} التي يسير فيها التيار.
{\displaystyle Q=P\cdot \Delta t}
السبب في تولد الحرارة أثناء مرور التيار هي اصطدامات الإلكترونات أثناء حركتها في المقاومة.
تنتج القدرة الكهربائية من الجهد الكهربائي U وشدة التيار {\displaystyle \scriptstyle I} (تنطبق المعادلات التالية على التيار المستمر، وعلى القيم الفعالة في حالة تيار متردد; في حالة «مقاومة مثالية للتيار المتردد» لا تنشأ حرارة:
{\displaystyle P=U\cdot I}
{\displaystyle \Rightarrow Q=U\cdot I\cdot \Delta t}
إذا كانت المقاومة {\displaystyle R} كموصل كهربائي فينطبق قانون أوم:
{\displaystyle U=R\cdot I}
وبناء على ذلك يزداد «فقد القدرة» (مثلما يحدث في محول كهربائي أو خط جهد عالي أو في ترانزستور موسفت) مع مربع شدة التيار، ويسمى ذلك الفقد الفقد الأومي :
{\displaystyle \Rightarrow P=I^{2}\cdot R={\frac {U^{2}}{R}}}

## اقرأ أيضا
- تسخين كهربائي